# Solhan (Burkina Faso)
Solhan ist sowohl eine Gemeinde (französisch commune rurale) als auch ein dasselbe Gebiet umfassendes Departement im westafrikanischen Staat Burkina Faso in der Region Sahel und der Provinz Yagha. Die Gemeinde hat 25.512 Einwohner.
In den Morgenstunden des 5. Juni 2021 kam es zu einem Anschlag, bei dem mindestens 160 Menschen getötet wurden.